# Luis Antonio Moreno
Pour les articles homonymes, voir Moreno.
Luis Antonio Moreno, né le 25 décembre 1970 à Jamundí (Colombie), est un footballeur colombien, qui évoluait au poste de défenseur à l'América Cali et au Deportes Tolima ainsi qu'en équipe de Colombie.
Moreno ne marque aucun but lors de ses vingt sélections avec l'équipe de Colombie entre 1992 et 1998. Il participe à la coupe du monde de football en 1998 et à la Copa América en 1997 avec la Colombie.

## Carrière
- 1989-1994 : América Cali
- 1995-2001 : Deportes Tolima  [1]

## Palmarès

### En équipe nationale
- 20 sélections et 0 but avec l'équipe de Colombie entre 1992 et 1998.
- Quart-de-finaliste de la Copa América 1997.
- Participe au premier tour de la coupe du monde 1998.

### Avec l'América Cali
- Vainqueur du Championnat de Colombie de football en 1990 et 1992.